# 3072 Вільнюс
3072 Вільнюс (3072 Vilnius) — астероїд головного поясу, відкритий 5 вересня 1978 року.
Тіссеранів параметр щодо Юпітера — 3,609.
Названо на честь міста Вільнюс (лит. Vilnius, до 1939 Вільно, пол. Wilno, староукр. Вильна) — столиці Литви і найбільше місто країни, розташоване на р. Няріс.